# Smith & Wesson Модель 4006
S&W Модель 4006 — самозарядний пістолет представлений компанією Smith & Wesson 17 січня 1990 року разом з новим набоєм .40 S&W. Це 3-тє покоління пістолетів компанії S&W.

## Конструкція
S&W Модель 4006 має рамку і затворну раму з неіржавної сталі. Пістолет має УСМ подвійної/одинарної дії зі стволом довжиною 4-дюйми, розташований на затворній рамі важіль безпечного спуску/запобіжник та магазин на 11 набоїв, розташованих у шаховому порядку. 
Він став одним з перших нових самозарядних пістолетів 3-го покоління компанії S&W, розроблений за участю відомого зброяра Вейна Новака з Паркерсбурга, Західна Вірджинія. Модель 4006 розроблена під новий набій .40 S&W і має цілісну накладку яка охоплює все руків'я зроблене з ксеною на відміну від перших зразків, які мали дві накладки з обох боків руків'я, також використано низькопрофільний триточковий приціл Новака. Легка рамка з алюмінієвого сплаву S&W 4003/4043 має вагу 800 грамів (29 унцій) і зручна у використанні. Модель 4046 була лише подвійної дії (DAO) з неіржавної сталі. Перші дві літери у номері моделі вказують на калібр. Остання цифра, 3 або 6, вказує з чого зроблено раму алюмінієвий сплав або неіржавна сталь, відповідно. Серед запобіжних заходів є запобіжний важіль (який блокує бойок від курка), а також розмикач магазина (який не дає вести вогонь без магазина). Хоча пістолет і має УСМ лише подвійної дії, у пістолеті використано такий самий запобіжник, як і у Browning Hi-Power: без магазина стріляти не можна. Таку можливість додали через потреби різних правоохоронних агенцій, яким потрібен був новий рівень безпеки своїх офіцерів.

## Користувачі

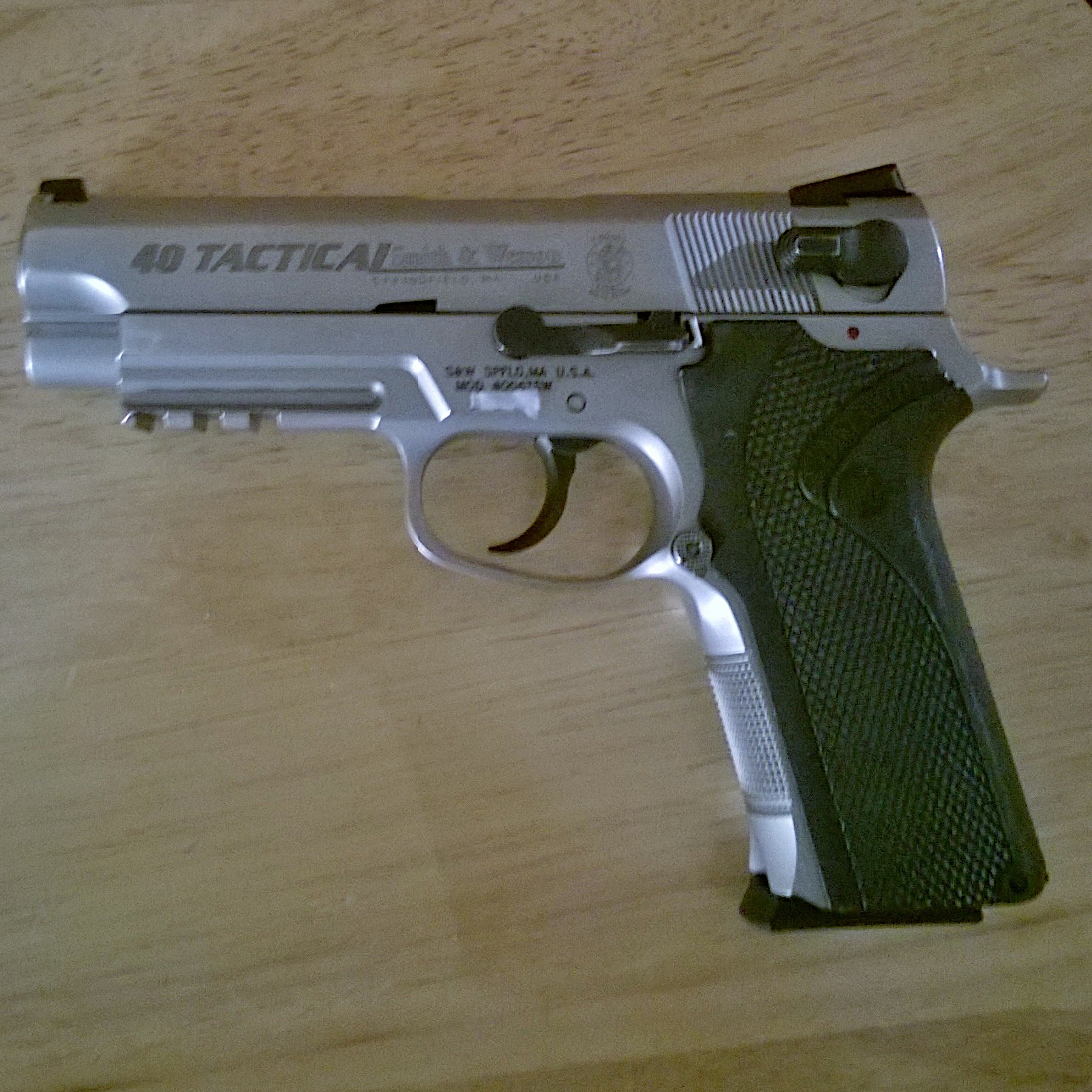
S&W Модель 4006 з планкою Пікатінні з прихованим курком. Цю модель використовували у дорожній поліції штату Каліфорнія.

- Приблизно з середини 1990-х до 2008 року, департамент поліції Атланти використовував Модель 4003 TSW до переходу на Smith & Wesson M&P.[1]
- Патрульна поліція штату Колорадо [2] - використовувала пістолет з 1998 по 2008, до переходу на Smith & Wesson M&P40
- Дорожня поліція штату Каліфорнія використовувала пістолет до 2019 року, до заміни на Smith & Wesson M&P40